# Ricard Mayral i Vidal
Ricard Mayral i Vidal (Barcelona, 8 de març de 1907 - Barcelona, 25 de desembre de 1975) fou un tenor català.

## Biografia
Fill del compositor Marià Mayral i Doz, natural de Saragossa, i de Rosario Vidal i Doz, natural de Barbastre. Ricard va iniciar els seus estudis musicals amb el seu pare. Als 8 anys, el seu pare el va introduir en l'escolania de l'Església de Nostra Senyora de Betlem, que en aquella època estava dirigida pel mestre Joan Baptista Lambert. Posteriorment estudià al conservatori del Liceu.
Abans del seu debut com a cantant escènic, va formar part del Quartet vocal Orpheus i fou solista de l'Orfeó Goya, de Barcelona, i esdevingué molt popular com a tenor d'opereta i de sarsuela els anys 1935-50.
El 16 de gener de 1931 va fer el seu debut escènic a Barcelona, interpretant els actes primer i segon de la sarsuela Los Gavilanes de Jacinto Guerrero amb la companyia Saus de Caballé dirigida per Pedro Segura, amb una bona recepció per part de la crítica. Mayral va treballar en aquella companyia al llarg d'aquella temporada, amb un èxit que va propiciar que fos obsequiat, per un grup d'amics i admiradors, amb un sopar a l'Hotel Orient de Barcelona el març de 1931.
L'any 1934 va gravar una versió discogràfica de la sarsuela Los Gavilanes pel segell La Voz de su Amo, dirigida per Concordi Gelabert. Des d'aquest moment i gràcies a l'èxit obtingut, es va distingir com a tenor de sarsuela, tant en teatres madrilenys com barcelonins, on va interpretar diverses obres amb les quals va obtenir un cert èxit, com El Juglar de Castilla i Colores y Barro.
Durant la Guerra Civil Espanyola (1936-1939), va treballar a diferents teatres de Barcelona i oferint concerts benèfics a diferents poblacions de Catalunya.
Després de retirar-se dels escenaris es va dedicar a la direcció de l'Orfeó Goya, que havia estat fundat i dirigit temps enrere pel seu pare.
Ricard Mayral, va tenir un repertori de més de trenta sarsueles, que va cantar tant a escenaris espanyols com d'Amèrica Llatina.
El 1940 va realitzar una versió discogràfica, per al segell Compañía del Gramófono Odeón, de la sarsuela El Caballero del amor de Joan Dotras i Vila, al costat de Maria Espinalt i sota la direcció del compositor.